# (74109) 1998 QT37
(74109) 1998 QT37 – planetoida z pasa głównego asteroid okrążająca Słońce w ciągu 4,35 lat w średniej odległości 2,66 j.a. Odkryta 17 sierpnia 1998 roku.